# Покровский, Ипполит Владимирович
Покро́вский, Ипполи́т Влади́мирович (22 ноября 1873, Челябинск, СССР — после 1941) — советский горный инженер, один из руководителей нефтяной промышленности Советской республики в 20-х годах, преподаватель Московской горной академии.

## Биография
Ипполит Владимирович Покровский родился в Челябинске в семье городского головы, известного предпринимателя и общественного деятеля Владимира Корнильевича Покровского. Был старшим из семи детей. После гимназии обучался в Санкт-Петербургском горном институте, который закончил в 1901 году. После окончания института работал на каменноугольных копях Донбасса и (с 1914 года) Ферганы, в том числе управляющим, директором рудников, в 1912—1914 годах работал в Монголии. С 1917 с специализируется на нефтяном деле, работает в Баку помощником управляющего Нефтяного товарищества братьев Нобель. До 1917 г. неоднократно бывал за границей с целью практического знакомства с горнопромышленными предприятиями (Англия, Германия, Голландия).
С 1920 года занимал должность начальника Каспийского морского транспорта по вывозу нефти и нефтепродуктов. С 1922 года — в Москве, в руководящих органах нефтяной промышленности: член правления Азнефти и нефтесиндиката, сотрудник горного отдела ВСНХ, топливной секции Госплана, член Комитета по строительству Грозненского нефтепровода и нефтеперерабатывающего завода в Туапсе. С 1927 г. — главный инженер конторы инженерных сооружений Грознефти, проживал в городе Грозном.
Начиная с 1920 года ведет педагогическую деятельность: читал лекции по горным дисциплинам в профтехшколах, читал курс «Транспорт» на горном факультете Московской горной академии (1924—1927), работал в Институте им. Плеханова (1926—1927), Высшем горном техникуме в Грозном (1927—1929).
11 июня 1929 г. арестован по «Делу Промпартии». Согласно «Схеме контрреволюционной вредительской и шпионской организации в нефтяной промышленности СССР» в «разветвленной сети вредительских организаций» возглавлял (совместно с В. А. Ларичевым) ячейку «Московского центра» в Госплане. Согласно показаниям первого технического директора «Грознефти» А. В. Иванова, в Грозном инициативными вредителями «в заводском и нефтепроводном строительстве были только две фигуры — Покровский и Аккерман, не считая Елина в центре».
18 марта 1931 г. осужден коллегией ОГПУ по статьям 54-4, 54-6, 54-7 УК УССР к высшей мере наказания с заменой на 10 лет лишения свободы. Срок отбывал в Ухтпечлаге, куда прибыл в 1932 году, работал геологом Геологического отдела вместе с Н. Н. Тихоновичем. Преподавал в Ухтинском горном техникуме. В 1936 г. «за образцовое преподавание, обеспечившее передачу студентам новейших достижений науки и техники» преподавателю И. В. Покровскому была объявлена благодарность, выдана денежная премия, вручен нагрудный знак «Ударнику-ухтинцу».
Досрочно освобожден 23 сентября 1936 года. После освобождения продолжил преподать в Ухтинском горном техникуме. В июле 1941 переехал в Коканд по приглашению Кокандского нефтяного техникума и в связи с ухудшением здоровья. Дальнейшая судьба неизвестна.
Реабилитирован.